# マニュ・ガバシー
マノエラ・ラティーニ・ガバシー・フランシスコ（葡: Manoela Latini Gavassi Francisco、1993年1月4日 - ）は、マニュ・ガバシー（葡: Manu Gavassi）の名で知られるブラジルのシンガーソングライター、音楽プロデューサー、女優、実業家、脚本家、活動家、作家、クリエイティブ・ディレクター、映画プロデューサー。